# Свевы

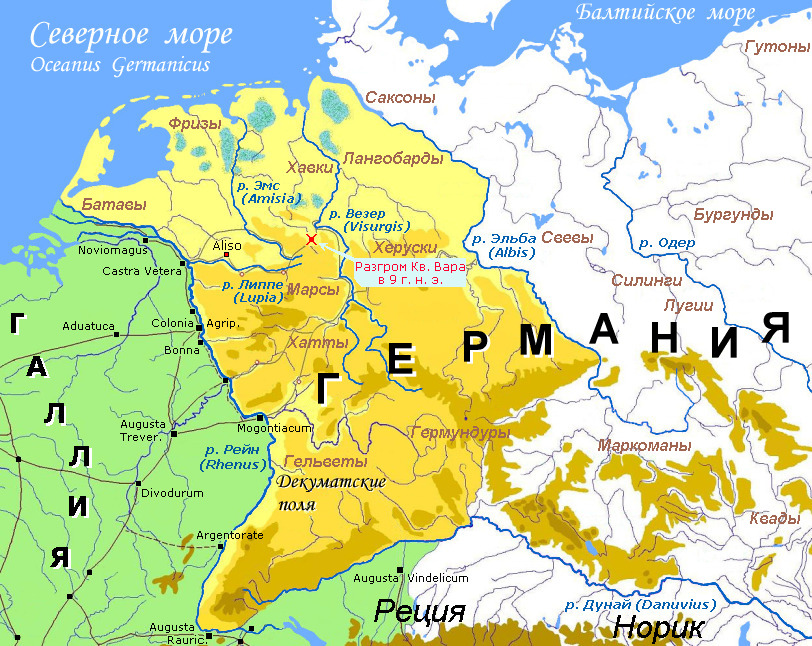
Свевы в междуречье Эльбы и Одера

Свевы, иначе свевский союз племён (лат. Suevi, Suebi, Suavi, англ. Suevians) — собирательное название населения полиэтничной Восточной Германии, включая преимущественно древнегерманские племена (буры, семноны, гермундуры, квады, маркоманы и другие), занимавшие в I веке до н. э. — II веке н. э. бассейн рек Эльбы, Майна, Неккара.
В других источниках указано что Свевы (Suevi, Suēvi, Σουῆβοι, варвары) — в древнейшее время название совокупности нескольких германских племён (древне-германское племя), которые по своему бродячему или кочующему образу жизни противополагались оседлым племенам (ингевонам), а впоследствии — название одного народа.

## История
Из части свевов в середине I века до нашей эры возник племенной союз маркоманов, занимавших пограничную с Римской империей территорию на левом (северном) берегу верхнего течения Дуная. Во времена Тацита на востоке Свебеи упоминались венеды (одни исследователи относят их к западным балтам, другие — к остаткам италиков, мигрировавшим в конце бронзового века на Апеннинский полуостров, третьи — к праславянам). Свебское море во времена Птолемея-географа предстаёт Сарматским Океаном с Венедским заливом (округой Восточной Прибалтики).
Впервые описаны Цезарем, который в 58 до н. э. нанёс поражение свевам во главе с Ариовистом, перешедшим около 71 до н. э. Рейн и пытавшимся обосноваться в юго-восточной части Галлии.
Северные свевы (семноны) осели в Северной Германии, а свевы, являвшиеся остатками маркоманов, — в римской провинции Верхняя Германия (Germania Superior). Свевские племена играли ведущую роль в государственном образовании Маробода (8 г. до н. э. — 17 г. н. э.).
Тацит считал свевами все племена между Дунаем и Балтийским морем, которое он так и называл — Mare Suebicum — Свевское море. Впоследствии (после Тацита) название «свевы» вытесняется в источниках названиями отдельных племён свевской группы, но не исчезает окончательно. Оно часто прилагается к квадам, бурам и маркоманам, основавшим в начале V века своё королевство в Северо-Западной Испании («Северное королевство»).

## Швабия
Потомками свевов (в частности, семнонов) были, по-видимому, алеманны (швабы). Иордан в V веке помещает свевов, которыми правил Хунимунд,  "невдалеке от пределов Паннонии", которой тогда владели остготы. Земли свевов тогда на западе граничили с франками, на севере с тюрингами, на юге с бургунзонами (Burgundzones), а на востоке - с байбарами (Baibaros). Союзниками свевов были алеманны. Значительная часть населения Свебеи, если судить по данным археологии и ономастики, приняла активное участие в этногенезе славян.

## Королевство свевов в Испании (409—585)

Расселение племён свевов, аланов и вандалов в Испании

Вместе с вандалами и аланами часть свевов переправилась через Рейн в 406 году, проникла на Пиренейский полуостров и основала там свое королевство. Королевство свевов было завоёвано в 585 году вестготским королём Леовигильдом.
Свевы сыграли существенную роль в этногенезе современных европейских народов — австрийцев, немцев, испанцев, португальцев, западных славян и др.
Имена свевских королей в Испании сохранили следы индоевропейского единства: Хермигар, Рехила, Рехиар, Мальдра, Ариамир, Теодемир, Миро, Эборих, Аудека.